# Йохан III (Лойхтенберг)
Йохан III фон Лойхтенберг (на немски: Johann III von Leuchtenberg; † сл. 6 февруари 1458) е от 1408 г. ландграф на Ландграфство Лойхтенберг.

## Биография
Той е син Зигост († 1398) и съпругата му пфалцграфиня Мехтилд фон Пфалц († 1413), дъщеря на пфалцграф Рупрехт II фон Пфалц († 1398) и Беатрикс от Сицилия-Арагон († 1365). Майка му е сестра на Рупрехт III, от 1400 до 1410 г. римско-немски крал. Внук е на Йохан I († 1407).
Йохан III наследява западната част на Ландграфство Лойхтенберг след ранната смърт на баща му Зигост и чичо му Йохан II († 1390), и плаща годишна рента на сина на чичо му, Георг I († сл. 18 октомври 1430) и на своя брат Георг II († 23 април/12 октомври 1416). Той има финансови задължения и конфликти и трябва да заложи свои земи. Така Йохан III загубва всичките си собствености на неговата линия през 1423 г. След залагането на последната си резиденция Нойхауз през 1423 г. той става държавен чиновник (Verweser) във Вителсбахска Долна Бавария.